# Мегалополис (дим)
Мегало́полис (греч. Δήμος Μεγαλόπολης) — община (дим) в Греции, в центральной части полуострова Пелопоннеса. Входит в периферийную единицу Аркадию в периферии Пелопоннес. Население 10 687 жителей по переписи 2011 года. Площадь 722,629 квадратного километра. Плотность 14,79 человека на квадратный километр. Административный центр — Мегалополис. Димархом на местных выборах 2014 года избран Панайотис Бурас (Παναγιώτης Μπούρας).
В 2011 году по программе «Калликратис» к общине Мегалополис присоединены упразднённые общины Гортина и Фалесия.
Совпадает с епархией Мегалополисом по административному делению 1833 года.

## Административное деление

Административное деление общины:
1 — Мегалополис
2 — Гортина и Фалесия (снизу)

Община (дим) Мегалополис делится на 3 общинные единицы.

## Археология
В районе Мегалополиса на территории буроугольного рудника найдено пять участков, связанных с древними гоминидами. 
На памятнике Кипариссия 4, который датируется возрастом примерно 700 тыс. лет назад, найдены каменные артефакты нижнего палеолита, а также останки вымерших животных, таких как гигантский олень (Praemegaceros), гиппопотам, носорог, слон и зуб макаки. 
На близлежащем стратиграфически более молодом участке Кипариссия 3 были обнаружены в основном кости слона, связанные с каменными орудиями. 
На стоянке Маратуса 2, датируемой возрастом ок. 450 тыс. лет назад, вместе с остатками каменных орудий нашли часть скелета гиппопотама со следами порезов от них, что является редким примером эксплуатации гиппопотамов в плейстоценовой Европе. 
Площадка Трипотамос 4, которая датируется возрастом примерно 400 тыс. лет назад, характеризуется относительно большой концентрацией каменных орудий, которые представляют собой новые элементы в технике обработки камня по сравнению с более старыми памятниками, что делает это место важным этапом в технологических разработках позднего этапа нижнего палеолита. 
На стоянке Чореми 7, которая датируется возрастом примерно 280 тыс. лет назад, каменная индустрия включает в себя типологические и технологические признаки среднего палеолита; фаунистический комплекс памятника состоит в основном из фрагментов костей преимущественно оленей, некоторые из которых несут следы обработки человеком.